# Saint-Étienne-des-Champs
Saint-Étienne-des-Champs is een gemeente in het Franse departement Puy-de-Dôme (regio Auvergne-Rhône-Alpes) en telt 139 inwoners (2005). De plaats maakt deel uit van het arrondissement Riom.

## Geografie
De oppervlakte van Saint-Étienne-des-Champs bedraagt 24,7 km², de bevolkingsdichtheid is 5,6 inwoners per km².
De onderstaande kaart toont de ligging van Saint-Étienne-des-Champs met de belangrijkste infrastructuur en aangrenzende gemeenten.

## Demografie
Onderstaande figuur toont het verloop van het inwonertal (bron: INSEE-tellingen).